# Монтфорт, Антониус
Антониус Корнелис Монтфорт (нидерл. Antonius Cornelis Montfoort, 26 сентября 1902 — 29 апреля 1974) — нидерландский фехтовальщик, призёр чемпионата мира.

## Биография
Родился в 1902 году в Гааге. В 1936 году принял участие в Олимпийских играх в Берлине, где нидерландские саблисты заняли 5-е место в командной сабле. В 1938 году стал обладателем бронзовой медали чемпионата мира.